# Placówka Straży Granicznej I linii „Fereskula”
Placówka Straży Granicznej I linii „Fereskula” – jednostka organizacyjna Straży Granicznej pełniąca służbę ochronną na granicy polsko-rumuńskiej w okresie międzywojennym.

## Formowanie i zmiany organizacyjne
W 1926 roku w Fereskuli funkcjonowała placówka Straży Celnej wchodząca w skład komisariatu Straży Celnej „Uścieryki”.
Rozporządzeniem Prezydenta Rzeczypospolitej Polskiej Ignacego Mościckiego z 22 marca 1928 roku, do ochrony północnej, zachodniej i południowej granicy państwa, a w szczególności do ich ochrony celnej, powoływano z dniem 2 kwietnia 1928 roku  Straż Graniczną.
Rozkazem nr 5 z 16 maja 1928 roku w sprawie organizacji Małopolskiego Inspektoratu Okręgowego dowódca Straży Granicznej gen. bryg. Stefan Pasławski określił strukturę organizacyjną komisariatu SG „Żabie”. Placówka Straży Granicznej I linii „Fereskula” znalazła się w jego strukturze.
Rozkazem nr 4 z 11 października 1932 roku w sprawach organizacji Małopolskiego Inspektoratu Okręgowego i niektórych inspektoratów granicznych', komendant Straży Granicznej płk Jan Jur-Gorzechowski zniósł  placówkę I linii „Fereskula”.

## Służba graniczna
Sąsiednie placówki:
- placówka Straży Granicznej I linii „Hryniawa” ⇔ placówka Straży Granicznej I linii „Białoberezka” − 1928[3]